# HD 10180
Désignations
HD 10180 est une étoile semblable au Soleil, située dans la constellation australe de l'Hydre mâle, ou Serpent de mer. Elle est distante d'environ ∼ 127 a.l. (∼ 38,9 pc) de la Terre. Sa masse est de 6 % plus élevée que celle du Soleil, tandis que sa métallicité est de 20 % supérieure. 

En août 2010, cette étoile se révèle posséder le système stellaire ayant le plus d'exoplanètes connues au moment de sa découverte : cinq planètes détectées avec certitude, et deux autres détectées avec une quasi-certitude. Les dernières découvertes (2012) présument de l'existence de neuf planètes, dont six sont d'ores et déjà confirmées.
Outre le nombre important de planètes découvertes autour de cette étoile, il est remarquable, à la date de la publication de la découverte, que ce système ne comporte pas de Jupiter chaud et apparemment pas de géante gazeuse de type jovien. Cependant, des études à plus long terme peuvent encore infirmer l'absence de planète géante orbitant à grande distance de l'étoile centrale.[réf. nécessaire]

## Système planétaire

### Système à sept planètes
(août 2024).
Ce système planétaire a été découvert à l'aide du spectrographe HARPS au foyer du télescope de 3,6 m de l'observatoire de La Silla. Dans la mesure où la méthode des vitesses radiales ne permet pas de déterminer l'inclinaison des orbites des planètes par rapport au plan du ciel ou à la ligne de visée de l'observateur, seule une masse minimale peut être évaluée pour chaque planète dans l'hypothèse où son plan orbital est orthogonal au plan du ciel. Les planètes constituant le système de HD 10180 sont :
- cinq planètes auraient une masse minimale comprise entre 13 et 25 fois la masse de la Terre, c'est-à-dire entre une et deux fois la masse d'Uranus, avec des périodes orbitales comprises entre six et six cents jours et des demi-grands axes compris entre 0,06 et 1,4 UA ;
- deux planètes supplémentaires, à l'existence non formellement établie, encadreraient ce système :
  - une planète intérieure ayant une masse minimum environ un tiers plus élevée que celle de la Terre et orbitant à seulement 0,02 UA de son étoile parente (cinquante fois plus près de son étoile que la Terre du Soleil) ;
  - une planète extérieure ayant une masse minimale égale aux deux tiers de celle de Saturne et orbitant à environ 3,4 UA de l'étoile.

| Planète | Masse      | Demi-grand axe (ua) | Période orbitale (jours) | Excentricité | Inclinaison | Rayon |
| ------- | ---------- | ------------------- | ------------------------ | ------------ | ----------- | ----- |
| b       | ≥ 1,35 M🜨  | ~ 0,022 25          | ~ 1,177 68               | ~ 0          |             |       |
| c       | ≥ 13,10 M🜨 | ~ 0,064 1           | ~ 5,759 79               | ~ 0,045      |             |       |
| d       | ≥ 11,75 M🜨 | ~ 0,128 6           | ~ 16,357 9               | ~ 0,088      |             |       |
| e       | ≥ 25,10 M🜨 | ~ 0,269 9           | ~ 49,745                 | ~ 0,026      |             |       |
| f       | ≥ 23,90 M🜨 | ~ 0,492 9           | ~ 122,76                 | ~ 0,135      |             |       |
| g       | ≥ 21,40 M🜨 | ~ 1,422             | ~ 601,2                  | ~ 0,19       |             |       |
| h       | ≥ 64,40 M🜨 | ~ 3,4               | ~ 2 222                  | ~ 0,08       |             |       |
| i       | ~ 0,006 M🜨 | ~ 0,090 4           | ~ 9,655                  | ~ 0,05       |             |       |
| j       | ~ 0,016 M🜨 | ~ 0,33              | ~ 67,55                  | ~ 0,07       |             |       |

### Système à neuf planètes
Le 6 avril 2012, il est annoncé qu'à partir d'une nouvelle analyse des données, le système HD 10180 pourrait être composé de neuf planètes, les planètes b, i et j restant à être confirmées. Si elles le sont, ce système serait le plus riche en planètes jamais trouvé, devant même le système solaire,.